# Kaszewo
Kaszewo (niem. Heinrichswalde) – osada sołecka w Polsce położona w województwie zachodniopomorskim, w powiecie choszczeńskim, w gminie Krzęcin. W latach 1975–1998 miejscowość administracyjnie należała do województwa gorzowskiego. W roku 2007 osada liczyła 262 mieszkańców. Najbardziej na północ oraz zarazem na wschód położona miejscowość gminy. 

## Geografia
Osada leży ok. 8 km na północny wschód od Krzęcina, przy drodze wojewódzkiej nr 160, między Zieleniewem a Raduniem.

## Historia
Osada założona w XIX wieku. W 1954 roku wchodziła w skład gromady Korytowo. Siedem lat później, po kolejnej reformie administracyjnej, miejscowość należała do gromady Zieleniewo. Dnia 30 czerwca 2004 r. uchwałą Rady Gminy nr XVII/88/2004 utworzono sołectwo Kaszewo, w wyniku podziału dotychczasowego sołectwa Rakowo na dwa odrębne sołectwa.

## Kultura
W osadzie znajduje się Ośrodek Wspierania Rodziny oraz świetlica środowiskowa dla dzieci, którą utworzył ksiądz proboszcz parafii Zieleniewo, Jarosław Dobosz. Jesienią 2011 oddano do użytku Centrum Sportowo-Rekreacyjne, w skład wchodzi boisko wielozadaniowe i część rekreacyjna (altana, grill, stoły do tenisa stołowego). Osada posiada własną stronę internetową www.kaszewo.pl, na której pojawiają się artykuły związane z ważnymi sprawami wioski, regionu jak i Polski.

## Komunikacja
Drogą, która przecina Kaszewo, jest droga wojewódzka nr 160. Jest to jedyna droga wojewódzka w gminie i prowadzi przez północno-wschodnie jej krańce> Droga ta łączy osadę z Choszcznem (12 km) i z Bierzwnikiem (12 km).